# زنان کوچک ۲: پسران جو
زنان کوچک ۲: پسران جو (به ژاپنی: 若草物語ナンとジョー先生، به انگلیسی: Little Women II: Jo's Boys) یک مجموعه انیمه ۴۰ قسمتی است که توسط استودیو نیپون انیمیشن ساخته شده است. پخش آن از ۱۷ ژانویه ۱۹۹۳ در شبکه فوجی تلویژن آغاز شده و تا ۱۹ دسامبر ۱۹۹۳ ادامه داشته است.

## پخش در تلویزیون ایران
این مجموعه تابستان سال ۹۵ توسط امور دوبلاژ صدا و سیما دوبله و در شبکه نهال پخش شد. این کارتون در شبکه امید پخش شد.